# 沿安乡
沿安乡，是中华人民共和国甘肃省天水市武山县下辖的一个乡镇级行政单位。

## 行政区划
沿安乡下辖以下地区：
高九村、白山村、冯山村、郭山村、川儿村、中川村、沿安村、南川村、泉峪村、李庄村、汪庄村、西沟村、苟具村、草滩村、九棵树村和马蹄沟村。